# Jay Mohr
Jon Ferguson Cox „Jay” Mohr (ur. 23 sierpnia 1970 w Veronie) – amerykański aktor i komik stand-upowy pochodzenia niemieckiego, angielskiego, szkockiego i irlandzkiego.

## Życiorys
Urodził się w Veronie w stanie New Jersey jako syn pielęgniarki Jean i kierownika marketingu Jona Mohrów. Dorastał z siostrami - Julią i Virginią. W 1988 ukończył Verona High School w Veronie.
W sezonie 1993/94 i 1994/95 występował w Saturday Night Live. Grał też m.in. w filmach: 200 papierosów (200 Cigarettes, 1999), Krew niewinnych (Cherry Falls, 2000) i Podaj dalej (2000). W latach 2006–2008 występował jako profesor Rick Payne w serialu telewizyjnym Zaklinacz dusz (Ghost Whisperer).
Z sześcioletniego małżeństwa z modelką Nicole Chamberlain ma syna Jacksona. 29 grudnia 2006 roku ożenił się z aktorką Nikki Cox.

## Filmografia

### Filmy fabularne
- 1996: Jerry Maguire jako Bob Sugar
- 1997: Mąż idealny jako Nick
- 1997: Dzielny mały Toster ratuje przyjaciół jako Mack (głos)
- 1998: Paulie – gadający ptak jako Benny / Paulie (głos)
- 1998: Mali żołnierze jako Larry Benson
- 1998: Mafia! jako Anthony 'Tony' Cortino
- 1998: Gra w serca jako Mark
- 1999: 200 papierosów (200 Cigarettes) jako Jack
- 1999: Go jako Zack
- 2000: Krew niewinnych (Cherry Falls) jako Leonard Marliston
- 2000: Podaj dalej jako Chris Chandler
- 2002: Pluto Nash jako Anthony Frankowski vel Tony Francis
- 2005: Daleko jeszcze? jako Marty
- 2006: Władza pieniądza jako Augie
- 2006: Tydzień kawalerski jako kuzyn Mike Sullivan
- 2008: Królowie ulicy jako sierżant Mike Clady
- 2010: Medium jako Billy

### Seriale TV
- 1993–1995: Saturday Night Live - głos
- 2000: Simpsonowie jako Christopher Walken (głos)
- 2000-2005: Family Guy - głos
- 2003: Hoży doktorzy jako dr Peter Fisher
- 2003: Gliniarze bez odznak jako Roland Hill
- 2003: CSI: Kryminalne zagadki Miami jako Aaron Schecter
- 2004: Prezydencki poker jako Taylor Reid
- 2005: Las Vegas jako Martin Levson
- 2006-2008: Zaklinacz dusz (Ghost Whisperer) jako prof. Rick Payne
- 2008-2010: Rozwodnik Gary jako Gary Brooks
- 2009: Detektyw Monk jako Harrison Powell
- 2011: Prawo i porządek: Zbrodniczy zamiar jako Nyle Brite
- 2011: Główny podejrzany jako A.D.A. Bullock
- 2011–2013: Podmiejski czyściec jako Steven Royce
- 2017: Nie ma lekko jako Alan
- 2018: Cioteczka Mick jako Bert